# Frayás
Frayás (llamada oficialmente San Pedro de Fraiás) es una parroquia española del municipio de Abadín, en la provincia de Lugo, Galicia.

## Organización territorial
La parroquia está formada por seis entidades de población, constando cuatro de ellas en el nomenclátor del Instituto Nacional de Estadística español:
- A Aldea de Abaixo
- A Aldea de Arriba
- Capilla (A Capela)
- Gontán (Gontán de Abaixo)
- Ferreiros (Os Ferreiros)
- Portorrego

## Demografía
| Gráfica de evolución demográfica de Frayás entre 2000 y 2019 |
|                                                              |
| Datos según el nomenclátor publicado por el INE.             |